# Вилхелм фон Изенбург-Вид
Вилхелм I фон Изенбург-Вид (на немски: Wilhelm I von Isenburg-Wied; * ок. 1325; † 17 юли 1383) е граф на Изенбург-Браунсберг-Вид.

## Произход
Той е син на Бруно IV, господар на Изенбург-Браунсберг († 1325) и съпругата му Хайлвиг фон Катценелнбоген († 1346), дъщеря на граф Вилхелм I фон Катценелнбоген († 1331) и Ирмгард фон Изенбург († 1302/1303).

## Фамилия
Първи брак: през 1329 г. с Агнес фон Вирнебург († сл. 26 декември 1352), дъщеря на граф Рупрехт III фон Вирнебург, маршал на Вестфалия († 1355), и Агнес фон Вестербург († 1339). Разделят се на 12 септември 1351 г. Те имат децата:
- Вилхелм II граф на Вид (* c. 1352; † 1409), каноник в Кьолн (1401), има деца
- Изалдис фон Изенбург († сл. 1378), каноничка в Гандерсхайм (1356) и Торн (1378)
- Хайлвиг фон Изенбург († 1389), омъжена 1372 г. за Герлах фон Хедесдорф († 1396)
- Ирмгард фон Изенбург († ок. 1335), омъжена ок. 1357 г. за Йохан III фон Хамерщайн (* ок. 1331)
- Агнес фон Изенбург, омъжена за Филип IV фон Боланден-Фалкенщайн († 1373)

Втори брак: на 27 юни 1354 г. с принцеса Йохана фон Юлих († 17 септември 1357 – 11 ноември 1362), дъщеря на херцог Вилхелм I фон Юлих († 1361) и Жана (Йохана) фон Хайнау († 1374). Те имат една дъщеря:
- Елизабет фон Вид († 1426), омъжена на 30 ноември 1379 г. за граф Герхард VIII фон Бланкенхайм († 1406)

Трети брак: пр. 11 ноември 1362 г. с графиня Лиза фон Изенбург-Аренфелс († сл. 30 ноември 1403), дъщеря на граф Герлах II фон Изенбург-Аренфелс († 1371) и втората му съпруга графиня Демут фон Нойенар († сл. 1364). Те имат децата:
- Герлах фон Изенбург-Браунсберг-Вид († 1413), женен на 27 септември 1376 г. за Агнес фон Изенбург († 1402)
- Вилхелм II граф на Вид (* ок. 1369; † 1409), каноник в Кьолн (1401)

- незаконен син Вилхелм фон Вид